# Silberbach (Konradsreuth)
Silberbach ist ein Gemeindeteil der Gemeinde Konradsreuth im Landkreis Hof (Oberfranken, Bayern).

## Geografie
Das Dorf liegt an der Kreisstraße HO 7 zwischen Konradsreuth und Oberpferdt. 

## Geschichte
1390 bestand Silberbach aus neun Anwesen, acht davon waren Hospitallehen. 1495 lebten 34 Menschen im Ort. Nach Ernst bestand Silberbach 1868 aus 20 Häusern mit 27 Familien bzw. 112 Einwohnern. 1959 waren es 246 Einwohner. Vor seiner Eingemeindung nach Konradsreuth bildete der Ort mit mehreren Nachbardörfern einen Gemeindeverband.

## Baudenkmäler
Baudenkmäler sind ein Wohnstallhaus und ein Kreuzstein. Dort soll ein Bauer von seinem Knecht getötet worden sein. Auf der Vorderseite sind drei Kreuze, auf der Rückseite ist ein Streithammer eingeritzt. In einem Steinbruch bei Silberbach wurde das Mineral Omphacit erstmals entdeckt. Der Ortsname wie auch die Flurbezeichnung im Sicherts deuten auf das Auswaschen von Silber hin.

## Osterdorf

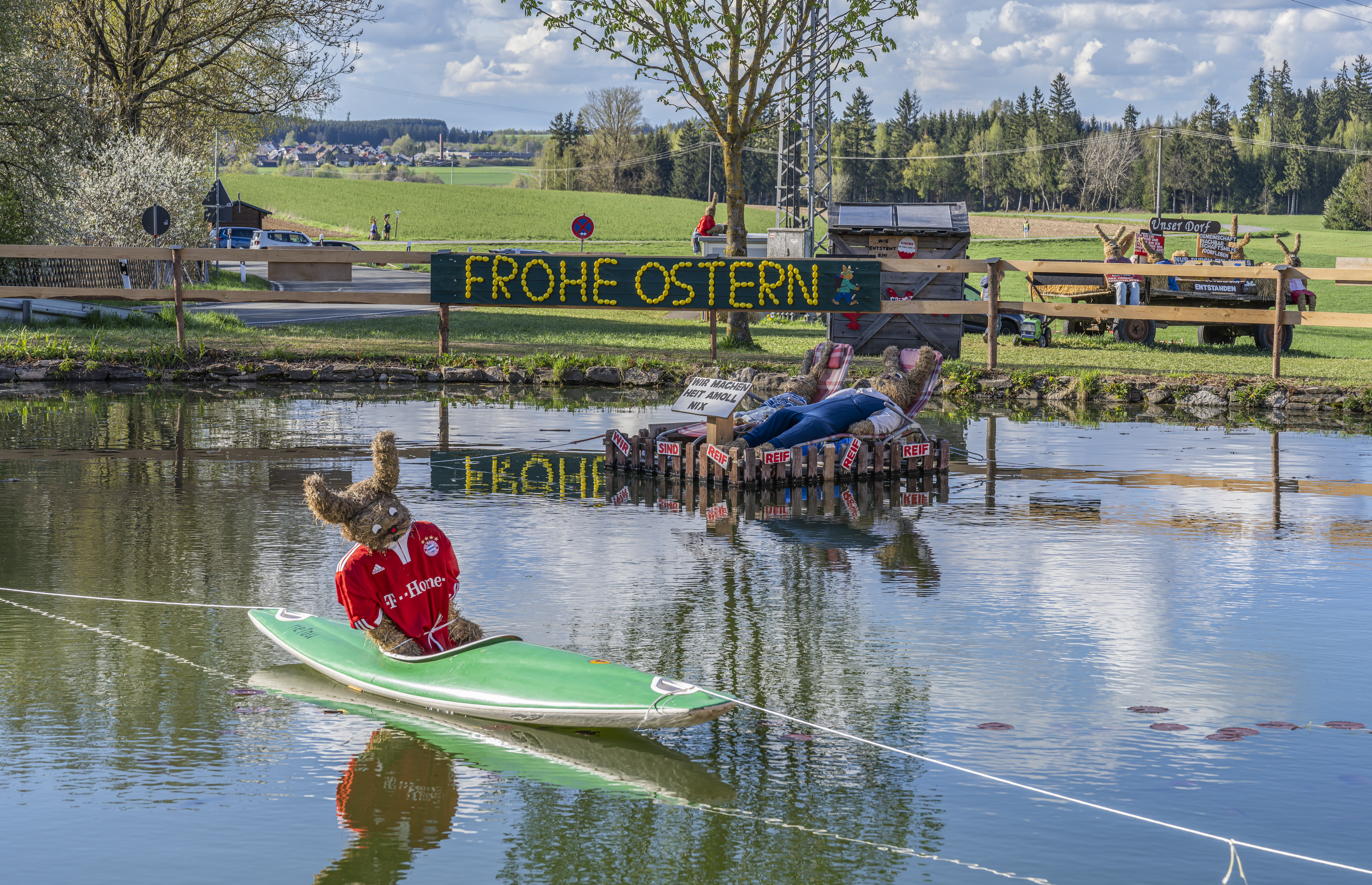
Die Osterhasen bevölkern das Osterdorf (2025)

Seit einigen Jahren wird dort jährlich das sogenannte Osterdorf aufgebaut. In der Osterzeit gestaltet der Dorfverein die Dorfmitte um den Lindenplatz und den Dorfteich mit Osterhasen aus Stroh. Zumeist spiegeln die Szenen das aktuelle weltpolitische Geschehen wider. Dabei gibt es im Dorf ca. 130 Osterhasen. Das Osterdorf ist deutschlandweit bekannt und erfreut sich immer größerer Beliebtheit bei Kindern und Erwachsenen.
Die Tradition entstand mit dem Bau des Dorfbrunnens 1986, 2005 wurden die ersten Strohhasen aufgestellt.